# Ostrazismus (Psychologie)
Ostrazismus bezeichnet das Ignorieren oder Ausschließen einzelner Personen oder Gruppen durch andere. Es ist ein Phänomen, welches sowohl bei Naturvölkern als auch in modernen Gesellschaften auftritt sowie in Gruppen jeglichen Alters. Die Ächtung eines Gruppenmitgliedes oder deren Androhung findet vorrangig in Gruppen mit einer hohen Kohäsion statt und trägt ihrerseits zur Stabilisierung der Gruppenkohäsion bei. Bei den von der Ausgrenzung oder Ächtung Betroffenen löst dies starke seelische Belastungen aus.
Eine weitere Definition besagt, dass der Ostrazismus die soziale Ausgrenzung oder Exklusion an den Rand der Gruppe oder Gesellschaft ist. Damit ist der Prozess gemeint, in dem Einzelpersonen oder ganzen Gemeinschaften von Menschen systematisch verschiedene Rechte, Möglichkeiten und Ressourcen (oder der volle Zugriff darauf) verweigert werden, die normalerweise für die Mitglieder einer anderen Gruppe zur Verfügung stehen und die von grundlegender Bedeutung für die soziale Integration in bestimmte Gruppen sind (wie z. B. Wohnen, Beschäftigung, Gesundheit, bürgerliches Engagement, demokratische Teilhabe und ordnungsgemäße Verfahren, Prozesse).
Der in der zweiten Hälfte des 20. Jahrhunderts aus dem Englischen übernommene und weiter gefasste Begriff des Mobbings hat den in der Experimentellen Psychologie verwendeten Begriff des Ostrazismus weitgehend abgelöst. Weiterhin synonym wird der biblische Begriff des Sündenbocks verwendet, der die gruppendynamische Funktion des Ostrazismus betont.

## Begriffsgeschichte
Der Begriff leitet sich vom griechischen ho ostrakismós (ὁ ὀστρακισμός), dem Scherbengericht ab. Dabei handelte es sich um eine Einrichtung des Kleisthenes von Athen, bei der einmal im Jahr darüber abgestimmt wurde, ob ein Bürger dem Staat durch seinen zu großen Einfluss gefährlich geworden sei. Die Namen wurden auf Tonscherben, griechisch ostrakon (τὸ ὄστρακον), geschrieben. Wer 6000 Stimmen gegen sich hatte, musste das Land für 10 Jahre, später 5 Jahre, verlassen, behielt aber seine Ehre und sein Vermögen.
Der Begriff wurde im 20. Jahrhundert von der empirischen Sozialpsychologie übernommen, um Prozesse der Ausgrenzung und Ablehnung von Personen oder Gruppen durch andere und deren psychosoziale Folgen zu bezeichnen und in experimentellen Studien zu untersuchen.
Er findet Verwendung in den verschiedenen Bereichen von Bildung, Soziologie, Psychologie, Politik und Wirtschaft.

## Formen, Mechanismen und Folgen
Es lassen sich verschiedene Formen von Ostrazismus unterscheiden: Beim Urteil des antiken Scherbengerichts handelte es sich um einen physischen  Ostrazismus, der auch in den verschiedenen Formen der Verbannung zu finden ist, während beim  sozialen  Ostrazismus die  betroffene  Person  lediglich  ignoriert und  ausgegrenzt oder im Extremfall so behandelt wird, als wäre sie nicht anwesend. Der Begriff des Cyber-Ostrazismus bezieht sich auf Ausgrenzungsformen im Hinblick auf den Ausschluss aus der Kommunikation in den Sozialen Medien, etwa aus den die soziale Gruppe verbindenden Chatrooms.
Unterschieden wird ferner zwischen bewusster Ausgrenzung, etwa um eine Person für ihr Fehlverhalten oder vermeintliches Fehlverhalten zu bestrafen, und unbewusster Ausgrenzung, die etwa im Zusammenhang mit nicht eingestandenen Diskriminierungen, etwa aufgrund der Hautfarbe, ethnischen Herkunft oder Zugehörigkeit, einer Behinderung oder schlechter Körperhygiene (Mundgeruch etc.), steht. Ostrazismus kann verschiedene Schweregrade aufweisen.
Unbewusste Ausgrenzungstendenzen beschrieb auch Raoul Schindler in seinem soziodynamischen Modell von Gruppen mit dem Begriff der Omega-Position. Dabei handelt es sich um die Position der Person, die in der Gruppe das vertritt, gegen das sich die Gruppe gebildet hat, etwa eine kritische Position im Hinblick auf ein gemeinsames politisches Ziel oder einem unbewussten Wunsch nach konfliktfreier Zusammengehörigkeit. Mit Ostrazismus dieses Gruppenmitgliedes versucht die Gruppe ihre innere Kohäsion zu stärken und Kognitive Dissonanz zu vermeiden. Wird derjenige, der die Omega-Position eingenommen hat bzw. dem diese zugeschoben wurde, real von der Gruppe ausgeschlossen, so schwächt dies die Gruppe. Die vermeintliche Entlastung, die die Gruppe zunächst mit dem Ausschluss empfindet, währt meist nicht lange, sondern die Position wird einer anderen Person zugeschoben. Wiederholt sich dieser Vorgang, so destabilisiert das die Gruppe und kann zu ihrer Auflösung oder Erstarrung führen. Gelingt eine Integration des jeweiligen „Außens“ der Gruppe, etwa dadurch, dass die Omega-Position mehrfach von verschiedenen Gruppenmitgliedern eingenommen wird, so führt dies zu einer Differenzierung und Stärkung der Gruppe.
Im Allgemeinen wird davon ausgegangen, dass das Erleben von Ostrazismus für die betroffene Person schädlich ist, weil mit der sozialen Ausgrenzung die vier evolutionär verankerten sozialen Grundbedürfnisse „soziale Kontrolle“, „Zugehörigkeit“, „Selbstwert“ und „Daseinsberechtigung“ maßgeblich bedroht werden. Auch in der Gruppenpsychotherapie gilt die Rolle des Omega nach dem Modell Schindlers als Ich-schwächend.

## Forschung
Es gibt mehrere Forschungsdesigns, mit denen Ostrazismus experimentell untersucht werden kann.
Bei der Ball Tossing-Methode (dt. Ballwerfen-Methode) wird der Versuchsperson bei einem scheinbar zufällig entstandenen Ballspiel, an dem mehrere über das Experiment informierte Personen beteiligt sind, entweder einer Ostrazismus- oder  einer Inklusions-Bedingung zugeteilt. Ist sie der Ostrazismus-Bedingung zugeteilt, bekommt sie ohne einen für sie erkennbaren Grund den Ball ab einem bestimmten Zeitpunkt nicht mehr zugeworfen und wird völlig ignoriert,  während die anderen sich den Ball weiter zuspielen.
Ein vergleichbares Design stellt  die Cyber-Ball-Methode dar, bei dem die Versuchsperson bei einem in die virtuelle Realität übertragenen Ballspiel von den Mitspielenden ausgeschlossen wird. Es konnte gezeigt werden, dass Kränkungen und Ausgrenzung in virtuellen Umgebungen dieselben Emotionen auslösen und ähnliche körperliche Reaktionen bedingen wie in der Realität.
In amerikanischen Studien konnte nachgewiesen werden, dass die prosozialen Fähigkeiten der Versuchspersonen gegenüber einer Kontrollgruppe abnahmen: Sie spendeten weniger Geld an einen Studentenfonds, waren nicht bereit, sich freiwillig für weitere Laborexperimente zu melden, waren nach einem Missgeschick weniger hilfreich und arbeiteten weniger in einem Spiel mit gemischten Motiven mit einem anderen Studenten zusammen. Inga Peters kam im Vergleich verschiedener experimenteller Studien zu der Auffassung, dass die Ergebnisse widersprüchlich seien, und anhand von drei eigenen Studien in Schulen zu dem Ergebnis, dass eine nachhaltige Schädigung durch einmaliges Erleben von Situationen des Ausgegrenztwerdens nicht nachweisbar seien.